# Begraafplaats van Curgies
De Begraafplaats van Curgies is een gemeentelijke begraafplaats in de Franse gemeente Curgies in het Noorderdepartement. De begraafplaats ligt aan de noordwestrand van het dorpscentrum.

## Britse oorlogsgraven
Op de begraafplaats bevinden zich 9 Britse oorlogsgraven uit de Eerste Wereldoorlog. De graven zijn geïdentificeerd en worden onderhouden door de Commonwealth War Graves Commission. De gesneuvelden vielen op het eind van de oorlog, in oktober en november 1918. In de CWGC-registers is de begraafplaats opgenomen als Curgies Communal Cemetery.